# 岩波現代全書
岩波現代全書（いわなみげんだいぜんしょ、Iwanami Gendaizensho）は、株式会社岩波書店が発行する叢書レーベル。

## 概要
2013年6月18日、創業100年を記念して創刊された。人文・社会・自然科学の様々な分野の最前線に立つ研究者が、学術を社会に広め、最新で最高の成果を発信するために創刊された。学問の魅力を読みやすい文章と親しみやすい造本、求めやすい価格で提供するという特徴がある。また、最大でも300ページ以下で、全冊が書き下ろしか、新たに編集されたオリジナル版である。あらゆるテーマ、全てのジャンルを扱うとされる。
キャッチコピーはアカデミズムの開放を。体裁は、四六判・並製。カバーには、岩波書店のロゴである「種まく人」のマークが入っている。
岩波書店の創業者である岩波茂雄が、創業20年目に当たる1933年に、「現代学術の普及」を目的として、岩波全書を創刊したが、岩波現代全書はその理念を受け継いでいきたいと表明している。
創刊時の編集長の馬場公彦は「岩波は学術書の分野に関して、執筆者人脈などで強みがある。それを生かし、人文・社会科学から自然科学まで全方位で展開したい」としている。
創刊時は一挙5点を刊行、以降は毎月18日前後に2点程度ずつ刊行された。2018年3月に114冊目を刊行し休止した。

## 創刊ラインアップ
1. ドゥルーズの哲学原理（國分功一郎）
2. 「幸せ」の経済学（橘木俊詔）
3. 「シベリアに独立を！」 諸民族の祖国をとりもどす（田中克彦）
4. 円周率が歩んだ道（上野健爾）
5. 日本人の心を解く 夢・神話・物語の深層へ（河合隼雄）

## 関連事項
- 岩波全書
- 岩波現代文庫
- 岩波現代叢書・岩波現代選書 - かつて同社から刊行されていた選書レーベル。「現代全書」とは異なって欧米の著作からの翻訳に重点が置かれていた。
- 講談社選書メチエ・新潮選書・中公選書・角川選書・筑摩選書・河出ブックス - コンセプトの類似した他社からの選書レーベル。
- 選書